# Fred J. Wiseman
Frederick J. Wiseman hay Fred J. Wiseman (10 tháng 11 năm 1875 – 4 tháng 10 năm 1961) là phi công người Mỹ. Wiseman được biết đến là người đầu tiên trên thế giới vận chuyển bưu phẩm bằng đường hàng không. Trong suốt cuộc đời mình, Wiseman được coi là một trong những phi công thành công nhất.

## Tiểu sử
Wiseman sinh tại Thung lũng Sonoma, trong một trang trại nằm giữa Glen Ellen và Santa Rosa, California, Hoa Kỳ. Sau khi hoàn thành chương trình tốt nghiệp tại California, ông bắt đầu tham gia vào công việc kinh doanh xe đạp và ô tô. Năm 23 tuổi, ông chuyển đến Santa Rosa và định cư tại đây.
Trước khi trở thành phi công, Wiseman là một tay đua xe hơi có tiếng. Ông đã tham gia nhiều trận đua và không ít lần giành giải vô địch tại các hội chợ tiểu bang. Một số người nói rằng niềm đam mê bất tận với ngành hàng không của Wiseman đến từ sự kiện lễ thăm quê nhà của anh em nhà Wright diễn ra vào năm 1909 và cuộc triển lãm hàng không lớn đầu tiên được tổ chức tại Los Angeles.
Ngày 3 tháng 2 năm 1910, Wiseman tuyên bố từ giã sự nghiệp đua xe và dấn thân vào ngành hàng không. Ông cùng với hai người bạn là M. W. Peters và Julian Pierre cùng nhau chế tạo thành công một chiếc máy bay, đây là chiếc máy bay đầu tiên được chế tạo thành công bởi một người California. Chiếc máy bay được trang bị động cơ Hall-Scott với công suất 50 mã lực. Wiseman đã lái chiếc máy bay này và thực hiện chuyến bay đầu tiên vào ngày 24 tháng 4 năm 1910.
Wiseman được đánh giá cao nhờ vào khả năng tự học và thành công, đặc biệt là kỹ năng điều khiển máy bay của mình. Trong thời kỳ này, các phi công nghiệp dư có thể điều khiển máy bay lên không trung trong vài giây nhưng do thiếu hướng dẫn, kinh nghiệm đường bay, cũng như phương pháp chế tạo máy bay và sức mạnh động cơ vào thời điểm đó gây trở ngại cho các phi công không thể thực hiện các chuyến bay liên tục hoặc hạ cánh an toàn.
Wiseman sau đó trở thành giám đốc điều hành của Standard Oil Co. Ông mất ngày 4 tháng 10 năm 1961.

## Chuyến bay vận chuyển thư đầu tiên
Wiseman đã bí mật tạo ra một chiếc máy bay tại một nhà kho ở Trang trại Laughlin, Windsor. Chiếc máy bay này được thiết kế nhằm phục vụ công việc vận chuyển thư tín bằng con đường hàng không, một bước ngoặc đầy hứa hẹn chưa từng có trong ngành vận tải. Chiếc máy bay của Wiseman được lấy cảm hứng từ mẫu thiết kế chiếc Wright Flyer của anh em nhà Wright, Wiseman đã lấy nguyên bản từ những hình chụp chiếc Wright Flyer và đưa vào hình mẫu chiếc máy bay do ông chế tác. Chuyến bay thử nghiệm đầu tiên thành công vào ngày 13 tháng 2 năm 1911.  Sau đó, chiếc máy bay đã được tháo dỡ và được lắp rắp tại khu hội chợ Sonoma-Marin ở Petaluma.  Wiseman đã bay đến Santa Rosa và chuyển thành công một bức thư có đóng dấu của thị trưởng Petaluma cho thị trưởng tại thành phố này. Việc chuyển giao lá thư được thực hiện chính thức theo sự chấp thuận của Cục Bưu điện Hoa Kỳ.
Dịch vụ chuyển phát thư tín qua đường hàng không do Wiseman thực hiện kéo dài với thời gian bay tổng công 12 phút, trong đó bao gồm vận chuyển một bịch tế phẩm và 50 bản sao của báo Santa Rosa Press Democrat, đã khẳng định sự ra đời của dịch vụ chuyển phát thư qua đường hàng không đầu tiên trên thế giới. Trước đó, tổng thời gian kết thúc chuyến bay được dự kiến ngắn hơn so với thời gian chính thức được ghi nhận, nhưng việc Wiseman đã hai lần hạ cánh trong khoảng thời gian bay đã khiến cho hành trình kéo dài hơn dự kiến. Chiếc máy bay bay với độ cao 100 feet (khoảng 30 m) cách mặt đất và đạt tốc độ 70 dặm một giờ (tương ứng 110 km/h). Chiếc máy bay này về sau được trưng bày tại Viện Smithsonian vào năm 2007.